# Krystyna Gozdawa-Nocoń
Krystyna Gozdawa-Nocoń (6 de março de 1949 - 18 de dezembro de 2021) foi uma política polaca. Membro do Sindicato dos Trabalhadores e da Aliança da Esquerda Democrática, ela serviu como Vice-Voivoda da Voivodia da Pomerânia de 2003 a 2006.